# .aw
.aw es el dominio de nivel superior geográfico para Aruba desde el 20 de febrero de 1996. Es administrado por el proveedor de servicios de telecomunicaciones.